# 南开大学当代中国问题研究院
南开大学当代中国问题研究院，是南开大学于2011年成立的研究机构，位于南开大学八里台校区文科创新楼。该研究院致力于当代中国社会发展问题的理论研究。南开大学校长龚克担任院长。